# Маружини
Маружини (итал. Morosini) је насељено место у Републици Хрватској у Истарској жупанији. Административно је у саставу општине Канфанар.

## Географија
Насеље се налази 2,5 км јужно од општинског средишта Канфанара на надморској висини 290 метара. Куће су груписане унутар мреже локалних пољских путева између насеља Бурићи и насеља Саламбати крај Смољанаца, близу границе канфанарског и савичентског подручја. Становници се баве пољопривредом и сточарством.
До територијалне реорганизације у Хрватској налазило се у саставу старе општине Ровињ.

## Историја
Покрај села се налази црква Св. Марије од Снега. Црква има уписану четвороугаону апсиду. У новије време црква је обновљена па и омалерисана изнутра тако да је нови малтер прекрио трагове који би могли олакшати прецизније детаље о времену када је црква настала.
У време када је проф. Фучић истраживао цркву тог новог малтера није било, па је био у могућности евидентирати оно што се данас не види. Открио је остаке фреске из 12. века у апсиди. У његовој документацији остало је забележено низ сполија с плетером уграђених у цркву те постојање полукружних прозора који су касније зазидани. Са спољне стране цркве и данас је видљив низ сполија с плетером, од којих се део налази у Археолошком музеју у Пули Сматра се да је црква изграђена у 11. или 12. веку.

## Становништво
Према попису становништва из 2011. године у насељу Маружини било је 84 становника који су живели у 33 породичних домаћинстава.
Кретање броја становника по пописима 1857—2001.
| година пописа   | 1857. | 1869. | 1880. | 1890. | 1900. | 1910. | 1921. | 1931. | 1948. | 1953. | 1961. | 1971. | 1981. | 1991. | 2001. | 2011. |
| Број становника | 0     | 0     | 92    | 90    | 116   | 145   | 0     | 0     | 138   | 148   | 128   | 118   | 104   | 88    | 78    | 84    |

Напомена: У 1857. 1869. 1921. и 1931, подаци су садржани у насељу Канфанар. Од 1880. до 1910. исказивано под именом Моросини.

## Догађаји у насељу
- Сваке годин почетком лета у Маружинима се одржава турнир у малом фудбалу.
- У склопу обележавања дана општине Канфалар, традиционално се у Маружинима одржава скуп песникиња Истре под симбиличним иманом Марија.